# Лісосмуга № 65
Лісосмуга № 65а — ботанічна пам'ятка природи місцевого значення, статус отриманий у 1984 році. Об'єкт розташований на території Харківського району Харківської області, село Рогань.
Лісова смуга закладена у квітні 1952 р. садінням однорічних сіянців гібридних дубів селекції члена-кореспондента ВАСГНІЛ, професора С. С. П'ятницького. Зараз має статус заказника місцевого значення. Гібриди дубів: дуб Висоцького, дуб Комарова, дуб Мічуріна і дуб Тімірязєва — у 1993 р. включено до Державного реєстру сортів рослин України.
Сіянці гібридних дубів були привезені з Вевелобоковеньківської селекційно-дендрологічної станції УкрНДІЛГА (нині ДГП «Веселі Боковеньки», Кіровоградської області). Сіянці було вирощено з жолудів, отриманих у результаті спрямованих схрещувань першого покоління гібридів. Площа лісової смуги — 0,3 га, складається з 8 рядів, відстань між якими становить 1,5 м. Відстань між рослинами у рядах при садінні становила 1,0 м. В рядах гібриди дуба чергуються із бирючиною звичайною.